# Margaret Abbott

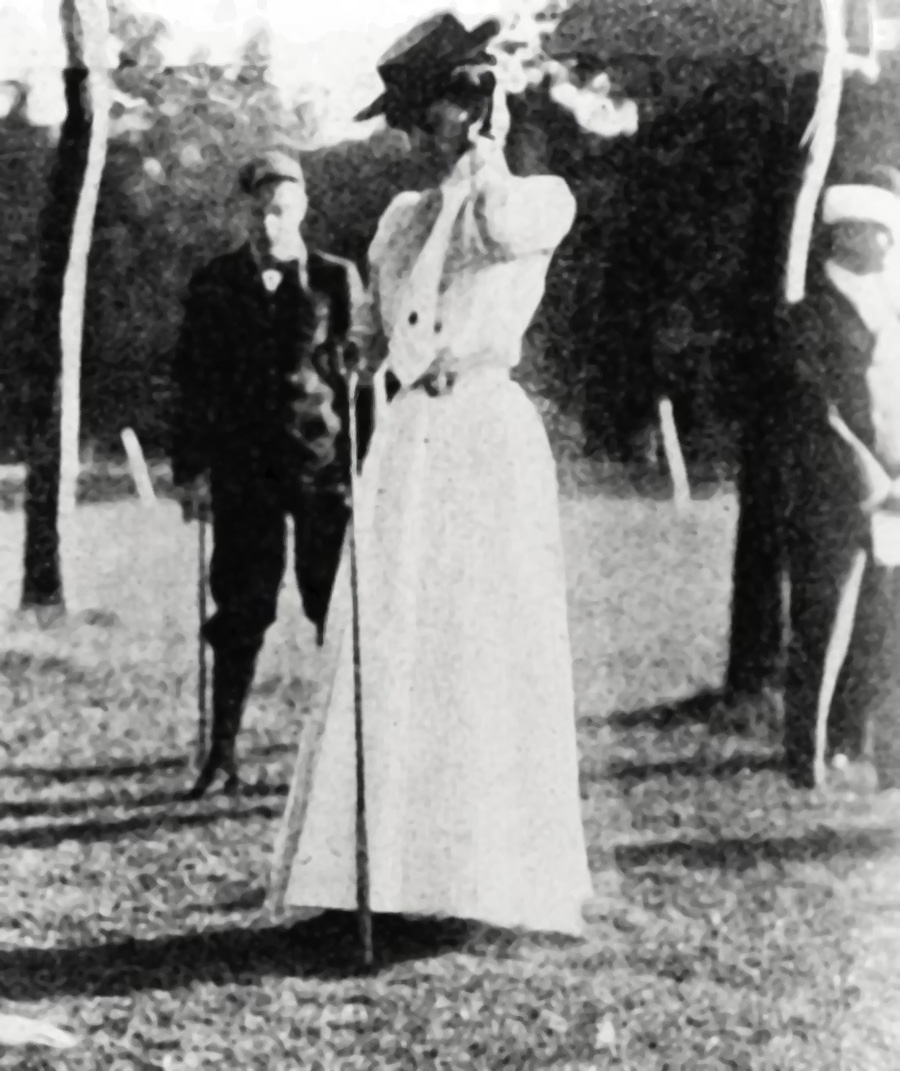
Margaret Abbott (1900)

Margaret Ives Abbott (* 15. Juni 1876 in Kalkutta; † 10. Juni 1955 in Greenwich, Connecticut) wurde durch den Sieg im Damen-Golfturnier bei den Olympischen Spielen 1900 erste US-amerikanische und zweite Olympiasiegerin überhaupt.

## Leben
Abbott war Tochter von  Charles Patterson Abbott und Mary Ives Abbott, einer Chicagoer Autorin und Literaturkritikerin, die mit ihrer Tochter am olympischen Golfturnier teilnahm und Siebte wurde. 
Sie begann 1897 mit dem Golfspiel beim Chicago Golf Club, dem ältesten 18-Bahn-Golfclub der Vereinigten Staaten, wo sie mit einigen der besten Golfspieler, darunter dem ersten US-Open-Sieger der USA, Charles Blair Macdonald, trainierte. 1898 erreichte sie ein Handicap von zwei und gewann einige Damen-Golfturniere, sie galt als vielleicht beste Spielerin der Region in diesen Jahren. 1898 reisten Margaret und ihre Mutter Mary Abbott nach Paris, zum einen um die Weltausstellung 1900 zu erleben, zum anderen um die neue Kunst der Stadt zu studieren. Sie studierten bei Degas und Rodin, nahmen aber auch regelmäßig an Golfbewerben in Paris und Umgebung teil.
So meldete sie sich auch für das olympische Golfturnier an, allerdings ist unbekannt, ob sie überhaupt wusste, dass das Turnier zu den Olympischen Spielen zählte. Es gilt als möglich, dass sie bis zu ihrem Tod nie erfuhr, dass sie Olympiasiegerin wurde.
Das Turnier, das lediglich über 9 Löcher ging, entschied Abbott mit zwei Schlägen Vorsprung vor der Zweitplatzierten für sich. Dass alle Medaillen an Amerikanerinnen gingen, wird auch darauf zurückgeführt, dass viele Französinnen in hochhackigen Schuhen und auch sonst für Golf wenig geeigneter Kleidung erschienen.
Nach ihrem Olympiasieg gewann Abbott auch die französischen offenen Golfmeisterschaften für Frauen, bevor sie 1902 in die USA zurückkehrte.
Nach ihrer Rückkehr in die USA heiratete sie am 10. Dezember 1902 in New York City den New Yorker Satiriker Finley Peter Dunne, den sie in Paris kennengelernt hatte und siedelte zu ihm nach New York über. Das Paar bekam eine Tochter und drei Söhne. 
Ihr Sohn Philip Dunne wurde ein bedeutender Drehbuchautor in Hollywood, der 1942 und 1952 für je einen der beiden Drehbuch-Oscars nominiert und für seine öffentliche Opposition gegen die Schwarze Liste bekannt wurde.